# Soda A&W
Pour les articles homonymes, voir A&W.
A&W est une marque de root beer (racinette en français) disponible principalement aux États-Unis et au Canada.  

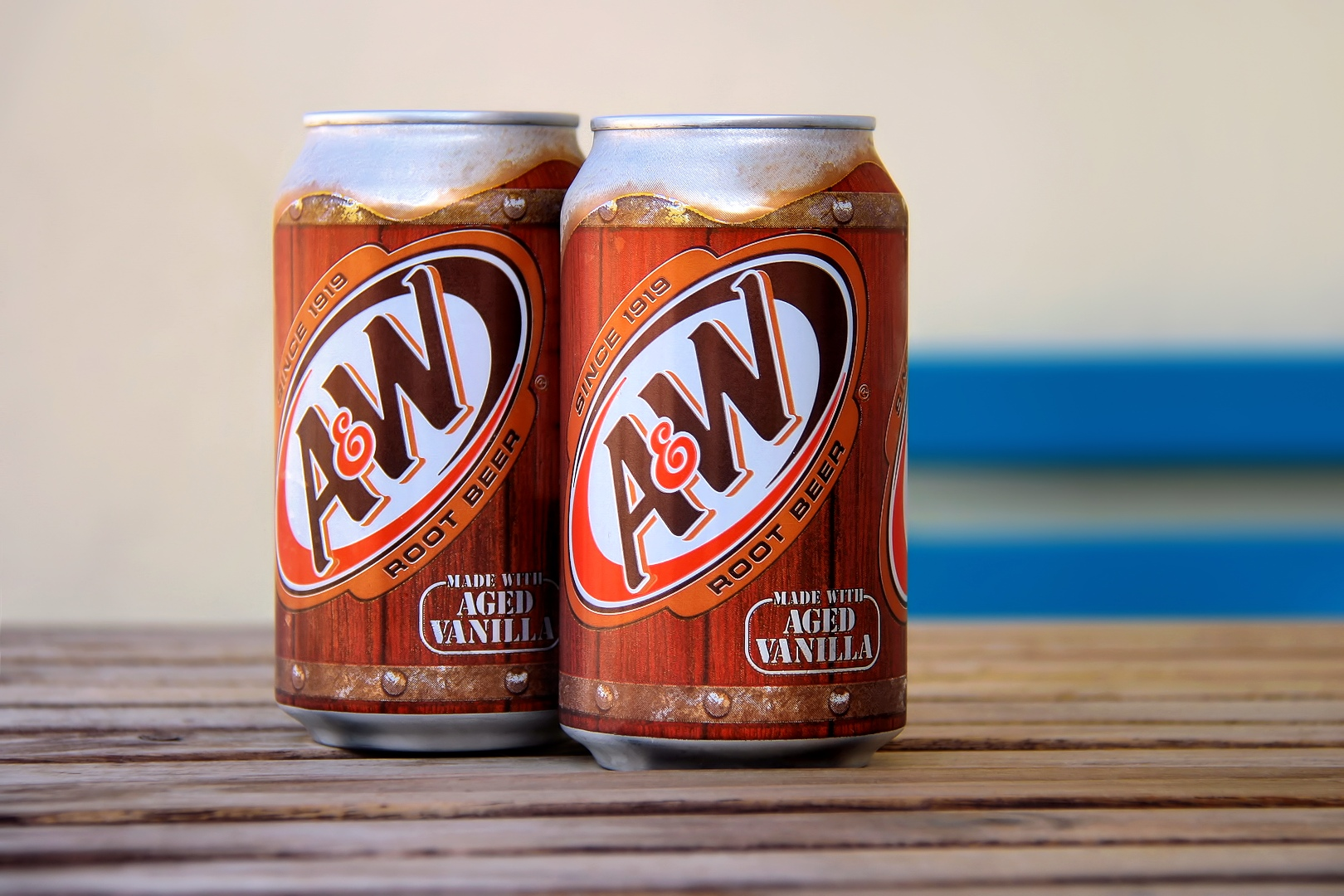
Des canettes de A&W

## Historique
Elle a été fondée en 1919 par Roy Allen. En 1922, Allen s'est associé à Frank Wright, et en combinant leurs initiales, cela a donné « A&W ». 
Le groupe Cadbury Schweppes a racheté A&W en 1993. Il appartient ensuite à Dr Pepper Snapple Group, issu d'une scission de Cadbury en 2008, société qui est rachetée en 2018 par Keuri Green Mountain).

## Marques
- A&W Root Beer
- A&W Sugar-free Root Beer fut créé en 1974, puis renommé Diet A&W en 1987.
- A&W Cream Soda et Diet Cream Soda ont été introduits en 1986.